# Ашагы-Малах
Ашагы-Малах (азерб. Aşağı Malax) — селение в Гахском районе Азербайджана, на берегу реки Малах.

## История
И. П. Линевич в 1873 году писал, что по рассказам, деревни Ушаги-Малах (то есть Ашагы-Малах) и Юхари-Малах «устроены лет 150 назад… выходцами из Кубы и Ширвана, с согласия и по приглашению лезгин». Тем самым основание Ашагы-Малаха относили к первой половине XVIII века.
В начале 1870-х годов деревня Ашага-Малах относилась к Елисуйскому наибству Закатальского округа. К началу 1890-х годов Ашага-Малаха и ещё три деревни (Амбарчай, Кашкачай и Юхари-Малах) вместе составляли Кашкачайское сельское общество Кахского участка данного округа.

## Население
По камеральному описанию 1859 года здесь был 41 дым. Согласно сведениям камерального описания 1869 года Ашага Малах (он же Н. Малах на 5-верстной топографической карте) населяли «лезгины», под которыми могут пониматься дагестаноязычные народы (аварцы, цахуры, собственно лезгины или рутульцы).
В народной переписи 1871 года сказано, что в селении проживают 387 «лезгин»-мусульман и насчитывается 77 дымов. Материалы посемейных списков на 1886 год показывают в Ашага-Малахе 68 дымов и 492 жителя, все из которых аварцы-сунниты, а в сословном отношении — крестьяне на казённой земле. По данным «Кавказского календаря» на 1915 год население Ашага-Малах (он же по календарю Чокак-Малах) Закатальского округа составляло 280 человек, в основном аварцы.

## Язык
По данным 1886 года дагестанское население Ашага-Малаха говорило по-азербайджански.

### Комментарии
1. ↑  В дореволюционной России лезгинами обычно именовали горцев, населявших Дагестанскую область и отчасти южный склон Главного Кавказского хребта, в то время как собственно лезгинский народ именовали «кюринцами».